# Ostholstein-Mitte

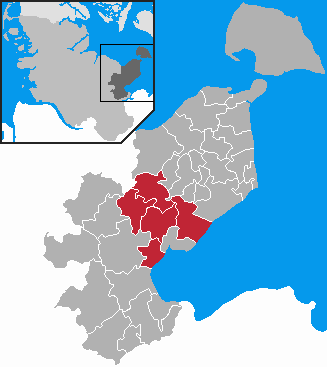
Mapa del Amt

Escudo de armas

Ostholstein-Mitte es un Amt ("municipio colectivo") en el distrito de Holstein Oriental, en Schleswig-Holstein, Alemania. Está situado al norte de Neustadt en Holstein. El asiento del Amt es el pueblo de Schönwalde am Bungsberg.
El Amt Ostholstein-Mitte consta de los municipios siguientes (población en 2005 entre paréntesis):
- Altenkrempe (1121)
- Kasseedorf (1587)
- Schashagen (2502)
- Schönwalde am Bungsberg, capital del Amt(2557)
- Sierksdorf (1591)